# 1758年の相撲
1758年の相撲（1758ねんのすもう）は、1758年の相撲関係のできごとについて述べる。

## 本場所など
- 3月場所（江戸相撲）[1]
  - 興行場所:深川八幡境内
  - 4月18日（旧3月11日）より晴天8日間興行
- 5月場所（大坂相撲）[1]
  - 興行場所:堀江
  - 6月14日（旧5月9日）より晴天10日間興行
- 10月場所（江戸相撲）[1]
  - 興行場所:深川八幡社地
  - 11月15日（旧10月15日）より晴天8日間興行